# Pigen i havnen
|  | Denne artikel er oprettet af botten PalnaBot ud fra en ekstern database. Den kan derfor have sproglige fejl eller mangler. Denne skabelon kan fjernes efter kontrol af indholdet. |

Pigen i havnen er en dokumentarfilm fra 2001 instrueret af Katrine Borre efter manuskript af Katrine Borre.

## Handling
En kvinde går ombord på de store skibe, der lægger til i hendes havn, Århus Havn. Hun er alene og med sit kamera. Snakker med søfolk, der kommer fra hele verden. Dette er en film om fordomme og myter. Kærlighed og længsel. Piger og Sømænd. Hvert skib er som en rejse til en nyt land. En klassisk historie, her i ny forklædning. Et moderne portræt af sømanden af i dag. Julen danner ramme om fortællingen.